# Renee Gadd
Renee Gadd (22 de junho de 1908 – 20 de julho de 2003) foi um atriz britânica nascida na Argentina. Ela atuou principalmente nos filmes britânicos.

## Filmografia selecionada
- The Bad Companions (1932)
- Aren't We All? (1932)
- Happy (1933)
- David Copperfield (1935)
- Tomorrow We Live (1936)
- Where's Sally? (1936)
- Man in the Mirror (1936)
- The Crimson Circle (1936) (1936)
- The Man Who Made Diamonds (1937)
- Dead of Night (1945)